# Sainte-Suzanne, Ariège
Sainte-Suzanne är en kommun i departementet Ariège i regionen Occitanien i södra Frankrike. Kommunen ligger  i kantonen Le Fossat som ligger i arrondissementet Pamiers. År 2022 hade Sainte-Suzanne 249 invånare.

## Befolkningsutveckling
Antalet invånare i kommunen Sainte-Suzanne
Referens: INSEE